# Allan Dell
Pour les articles homonymes, voir Dell (homonymie).

a Compétitions nationales et continentales officielles uniquement.

b Matchs officiels uniquement.
Dernière mise à jour le 23 décembre 2024.
Allan Dell, né le 16 mars 1992 à Humansdorp (Afrique du Sud), est un joueur international écossais d'origine sud-africaine de rugby à XV évoluant au poste de pilier gauche.

## Biographie
Allan Dell commence sa carrière senior en 2012 avec les Natal Sharks en Vodacom Cup.
Durant l'été 2012, il est membre de l'équipe d'Afrique du Sud des moins de 20 ans qui remporte le Championnat du monde junior 2012 face à la Nouvelle-Zélande.
À partir de la saison 2014-2015, il rejoint l'Écosse et Édimbourg Rugby, évoluant dans le Pro14. Dès l'automne 2014, il est sélectionné par l'équipe d'Écosse car l'une de ses grand-mères, qui est originaire de Paisley, lui permet d'être sélectionnable par cette équipe,. En mars 2016, il signe une prolongation de contrat de deux années. 
Huit mois plus tard, il connaît sa première cape internationale face à l'Australie, en tant que titulaire.
En juin 2017, il est appelé avec les Lions britanniques et irlandais durant la tournée en Nouvelle-Zélande, avec son coéquipier en sélection nationale Finn Russell, il participe à une rencontre de préparation face aux Chiefs.
Durant le mois de janvier 2019, il est annoncé qu'il signe pour le club anglais des London Irish à partir de la saison 2019-2020.
Pendant l'été 2022, les Glasgow Warriors annoncent le recrutement d'Allan Dell pour la saison 2022-2023. Après cette première saison, où il dispute seulement cinq matchs en raison de la concurrence de Jamie Bhatti et de Nathan McBeth, il prolonge tout de même son contrat avec la province écossaise.
En décembre 2024, n'ayant joué qu'un seul match de la saison jusque-là, il est annoncé qu'il fait son départ immédiat des Glasgow Warriors.

## Statistiques en équipe nationale
Au 23 décembre 2024, Allan Dell compte 34 matchs avec l'équipe d'Écosse, dont 20 en tant que titulaire, inscrivant un essai. Il débute en équipe nationale à l'âge de 24 ans le 12 novembre 2016 contre l'équipe d'Australie.
Il participe notamment à quatre Tournois des Six Nations en 2017, 2019, 2020 et 2022.

## Palmarès

### En club et province
- Finaliste de la Currie Cup en 2012 avec les Natal Sharks.
- Finaliste de la Coupe d'Angleterre en 2022 avec les London Irish.

### En sélection nationale
- Vainqueur du Championnat du monde junior en 2012 avec l'équipe d'Afrique du Sud des moins de 20 ans.